# Claudine Munari
Pour les articles homonymes, voir Munari.
Claudine Munari est une femme politique congolaise née le 7 décembre 1953 à Mouyondzi. Elle est députée de la circonscription de Mouyondzi depuis août 2022 (après l'avoir été de 2002 à 2017) et présidente de la plateforme d'opposition Frocad depuis juillet 2016.
Entre 1992 et 1997, elle est directrice de cabinet du président Pascal Lissouba avant de partir en exil quand celui-ci perd le pouvoir après la guerre civile. De retour au Congo, elle devient députée de la circonscription de Mouyondzi (2002-2017), puis crée son propre parti, le Mouvement pour l'unité, la solidarité et le travail (MUST). 
Nommée ministre du Commerce et des approvisionnements en 2009, elle est cependant limogée par le président Denis Sassou-Nguesso en 2015 après avoir critiqué son projet de changement de constitution. Elle se présente par la suite à l'élection présidentielle de 2016, où elle perd avec 1,54 % des voix.

## Biographie

### Jeunesse, débuts en politique et exil
Née Claudine Mabondzo le 7 décembre 1953 à Mouyondzi (Bouenza), elle est la fille d'un cadre des services agricoles et fait partie du groupe ethnique des Beembe. Après avoir obtenu un baccalauréat série D, elle part étudier en France où elle obtient un DESS en économétrie à l'Université Panthéon-Sorbonne. De 1976 à 1981, elle travaille tour à tour pour l'entreprise Citroën (chargée d'études) ainsi que pour une entreprise de travaux publics (assistante du directeur financier). Elle rentre ensuite au Congo où elle occupe de 1982 à 1991 le poste de directrice administrative et financière du Ciata, un cabinet de conseil français,.
Lors de la conférence nationale souveraine 1991), elle fait la connaissance de Pascal Lissouba. Elle participe avec lui à la création de l'Union panafricaine pour la démocratie sociale (UPADS), au sein duquel elle occupe le poste d'assistante chargée des finances et du matériel. Quelques mois plus tard, elle devient directrice de cabinet de Pascal Lissouba à la suite de son élection à la présidence. En 1996, elle sera également élue maire de sa ville natale de Mouyondzi. Cependant, à la suite de la guerre civile et au départ forcé de Pascal Lissouba de la présidence en octobre 1997 au profit de Denis Sassou-Nguesso, elle doit partir en exil,.

### Retour au Congo, députée et ministre (2001-2015)
Claudine Munari revient au Congo en 2001 afin de participer au « dialogue national », et se présente aux élections législatives de 2002 dans la circonscription de Mouyondzi en tant que candidate indépendante, tout en soutenant Denis Sassou-Nguesso. Elle remporte l'élection dès le premier tour, et sera réélue lors des élections de 2007, toujours en tant que candidate indépendante. De 2007 à 2009, elle occupe également le poste de deuxième secrétaire de l'Assemblée nationale. C'est durant cette même période qu'elle créée son propre parti politique, le Mouvement pour l'unité, la solidarité et le travail (MUST), sous l'étiquette duquel elle sera réélue députée lors des élections de 2012.
Le 15 septembre 2009, elle est nommée ministre du Commerce et des approvisionnements par Denis Sassou-Nguesso, succédant ainsi à Jeanne Dambendzet (en). Elle est reconduite à ce poste lors du remaniement du 25 septembre 2012. Cependant, lorsqu'en 2015 le président souhaite faire changer la constitution du pays afin de pouvoir briguer un troisième mandat consécutif, Claudine Munari s'oppose à cette initiative, et participe à un « dialogue alternatif » avec des membres de l'opposition en juillet 2015. À la suite de cela, elle est limogée de son poste de ministre et remplacée par Euloge Landry Kolélas le 20 août 2015,.

### Opposition et élection présidentielle (depuis 2016)
Après son éviction du gouvernement, Claudine Munari rejoint ouvertement les rangs de l'opposition à Denis Sassou-Nguesso. Elle se porte candidate lors de l'élection présidentielle de 2016 sous l'étiquette de son propre parti, le MUST. Seule femme à se présenter, elle souhaite être « la présidente de l'unité et de la lutte contre le chômage des jeunes » et a pour objectif de « changer radicalement le Congo ». Elle recueille 1,54 % des voix, arrivant 7e sur neuf candidats. Elle n'accepte cependant pas la réélection de Denis Sassou-Nguesso, et appelle avec quatre autres candidats de l'opposition à contester de manière pacifique le résultat en faisant une « opération villes mortes ». 
Le 15 juillet 2016, elle accède à la présidence du Front républicain pour le respect de l'ordre constitutionnel et l'alternance démocratique (Frocad), une plateforme d'opposition,.
Lors des élections législatives de 2017, l'alliance Frocad-IDC appelle au boycott des élections, arguant que « le contentieux électoral de 2016 n’a toujours pas été soldé »  et que la crise que connaît le département du Pool, déchiré par des affrontements entre les forces de l'ordre et les miliciens du Pasteur Ntumi, ne permet pas des élections sereines,. Claudine Munari ne se représente donc pas dans la circonscription de Mouyondzi, et est remplacée le 19 août par Michel Mboussi Ngouari (MNLC) - lui aussi ancien candidat à la présidentielle de 2016,. En juin 2018, son parti, le MUST, est visé par l'application d'une loi de 2017 interdisant les formations politiques n'ayant pas d'élus pour les représenter. 
Claudine Munari se représente à Mouyondzi lors des législatives de 2022, et remporte l'élection face à la ministre Jacqueline Lydia Mikolo avec 58,91 % des voix au second tour,.